# Écos

Écos este o comună în departamentul Eure, Franța. În 1 ianuarie 2018 avea o populație de 1.076 de locuitori.